# Discografia dei Rhapsody of Fire

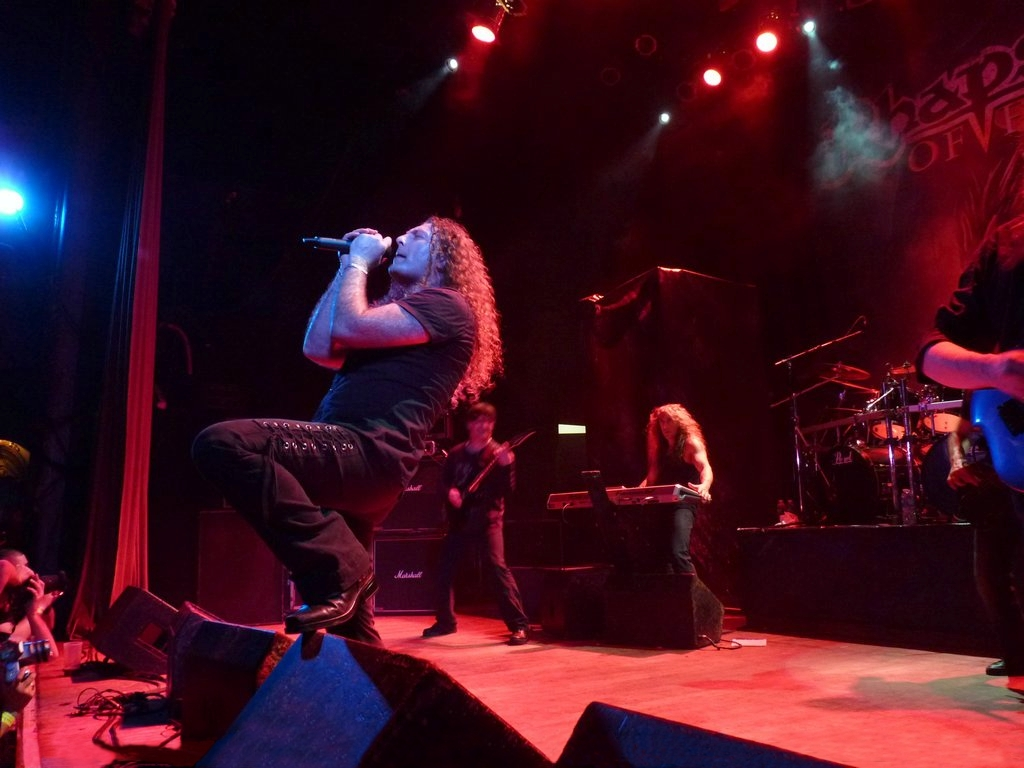
I Rhapsody of Fire in concerto nel 2010

Questa voce comprende l'intera discografia della band symphonic metal italiana Rhapsody of Fire dagli esordi sino ai tempi odierni.

## Album in studio
- 1997 – Legendary Tales (come Rhapsody)
- 1998 – Symphony of Enchanted Lands (come Rhapsody)
- 2000 – Dawn of Victory (come Rhapsody)
- 2001 – Rain of a Thousand Flames (come Rhapsody)
- 2002 – Power of the Dragonflame (come Rhapsody)
- 2004 – Symphony of Enchanted Lands II: The Dark Secret (come Rhapsody)
- 2006 – Triumph or Agony
- 2010 – The Frozen Tears of Angels
- 2011 – From Chaos to Eternity
- 2013 – Dark Wings of Steel
- 2016 – Into the Legend
- 2019 – The Eighth Mountain
- 2021 – Glory for Salvation

## EP
- 2004 – The Dark Secret (come Rhapsody)
- 2010 – The Cold Embrace of Fear

## Album dal vivo
- 2006 – Live in Canada 2005 - The Dark Secret (come Rhapsody)
- 2013 – Live - From Chaos to Eternity

## Compilation
- 2004 – Tales from the Emerald Sword Saga (come Rhapsody)
- 2008 – Twilight Symphony
- 2017 – Legendary Years

## Singoli
- 1998 – Emerald Sword (come Rhapsody)
- 2000 – Holy Thunderforce (come Rhapsody)
- 2005 – The Magic of the Wizard's Dream (come Rhapsody)

## Demo
- 1994 – Land Of Immortals (come Thundercross)
- 1995 – Eternal Glory (come Thundercross)

## Album video
- 2007 – Visions from the Enchanted Lands

## Videoclip
- 2000 – Epicus Furor & Emerald Sword (videoclip presente nell'edizione limitata di Dawn of Victory) (come Rhapsody)
- 2000 – Holy Thunderforce (videoclip presente nell'edizione limitata di Dawn of Victory) (come Rhapsody)
- 2000 – Wisdom of the Kings (videoclip presente nell'edizione limitata di Dawn of Victory) (come Rhapsody)
- 2001 – Rain of a Thousand Flames (videoclip presente nell'edizione limitata di Rain of a Thousand Flames) (come Rhapsody)
- 2002 – Power of the Dragonflame (videoclip presente nel DVD dell'edizione limitata di Power of the Dragonflame) (come Rhapsody)
- 2004 – Unholy Warcry (videoclip presente nell'edizione limitata di The Dark Secret) (come Rhapsody)
- 2005 – The Magic of the Wizard's Dream (videoclip, featuring Christopher Lee) (come Rhapsody)
- 2010 – Sea of Fate
- 2013 - Dawn of Victory (Live video)
- 2014 – Dark Wings of Steel
- 2015 - Into the Legend
- 2015 - Shining Star (Lyric video)
- 2016 - Volar Sin Dolor (Lyric video) - bonus track di Into the Legend
- 2016 - Speranze e Amor (Lyric video) - bonus track di Into the Legend edizione giapponese
- 2018 - The Legend Goes On (Lyric video)
- 2019 - Rain of Fury